# Quintana (Teksas)
Quintana je gradić u američkoj saveznoj državi Teksas. Prema popisu stanovništva iz 2010. u njemu je živjelo 56 stanovnika.